# Purismo lingüístico en islandés
El purismo lingüístico en Islandia es un fenómeno sociolingüístico de purismo lingüístico en la lengua islandesa. Su objetivo es sustituir los préstamos lingüísticos con la creación de palabras nuevas desde las raíces del  islandés antiguo y del nórdico antiguo. En Islandia, el purismo lingüístico es arcaizante, trata de resucitar la lengua de la edad de oro de la literatura islandesa. Es un esfuerzo, empezado durante el siglo XIX, de comienzos del movimiento de independencia de Islandia, para reemplazar antiguos préstamos lingüísticos especialmente del danés, y continúa en la actualidad con las palabras inglesas. 
Es un hecho ampliamente confirmado en Islandia y es la ideología lingüística dominante, siendo plenamente apoyada por el Gobierno de Islandia a través del Instituto Árni Magnússon, el Consejo de la Lengua Islandesa, la Fundación de la Lengua Islandesa y el Día de la Lengua Islandesa.
- Datos: Q1067742